# 公子寅 (楚国)
公子寅，春秋时期楚国的公子。
前574年（周简王十二年、鲁成公十七年、楚共王十七年、郑成公十一年）春正月，郑国子驷进攻晋国的虚、滑两地。卫国的北宫括救援晋国，攻打郑国，抵達高氏。郑国向楚國求援。夏五月，郑国太子髡顽和侯獳至楚国作为人质，楚国派公子成、公子寅戍守在郑国。晋国会合诸侯攻郑，楚国子重援救郑国，驻军首止，诸侯退兵。